# Idrottsföreningen Kamraterna Göteborg 2022
Questa voce raccoglie le informazioni riguardanti l'Idrottsföreningen Kamraterna Göteborg, meglio conosciuto come IFK Göteborg, nelle competizioni ufficiali della stagione 2022.

## Maglie e sponsor
Rimangono sia Craft come sponsor tecnico che Serneke come main sponsor.

La prima maglia, a tradizionali righe verticali blu e bianche, mostra dettagli che omaggiano i 40 anni dalla vittoria della Coppa UEFA 1981-1982. La seconda maglia è interamente bianca, con inserti blu e gialli e pantaloncini gialli.
| Casa | Trasferta |

## Rosa
| N. |                     | Ruolo | Calciatore             |
| -- | ------------------- | ----- | ---------------------- |
| 1  | Suriname (bandiera) | P     | Warner Hahn            |
| 2  | Svezia (bandiera)   | D     | Emil Salomonsson       |
| 3  | Brasile (bandiera)  | D     | Bernardo Vilar         |
| 4  | Svezia (bandiera)   | D     | Carl Johansson         |
| 5  | Svezia (bandiera)   | D     | Alexander Jallow       |
| 6  | Iraq (bandiera)     | C     | Amir Al-Ammari         |
| 6  | Norvegia (bandiera) | C     | Eman Markovic          |
| 7  | Svezia (bandiera)   | C     | Sebastian Eriksson     |
| 8  | Siria (bandiera)    | C     | Hosam Aiesh            |
| 9  | Svezia (bandiera)   | A     | Marcus Berg            |
| 10 | Nigeria (bandiera)  | A     | Suleiman Abdullahi     |
| 11 | Estonia (bandiera)  | A     | Erik Sorga             |
| 12 | Islanda (bandiera)  | P     | Adam Ingi Benediktsson |

| N. |                           | Ruolo | Calciatore        |
| -- | ------------------------- | ----- | ----------------- |
| 13 | Svezia (bandiera)         | C     | Gustav Svensson   |
| 14 | Svezia (bandiera)         | C     | Gustaf Norlin     |
| 16 | Svezia (bandiera)         | A     | Linus Carlstrand  |
| 17 | Svezia (bandiera)         | D     | Oscar Wendt       |
| 19 | Svezia (bandiera)         | C     | Hussein Carneil   |
| 20 | Svezia (bandiera)         | D     | Johan Bångsbo     |
| 21 | Svezia (bandiera)         | C     | Simon Thern       |
| 22 | Svezia (bandiera)         | C     | Tobias Sana       |
| 23 | Svezia (bandiera)         | C     | Kevin Yakob       |
| 24 | Costa d'Avorio (bandiera) | C     | Abundance Salaou  |
| 29 | Svezia (bandiera)         | A     | Oscar Vilhelmsson |
| 30 | Svezia (bandiera)         | D     | Mattias Bjärsmyr  |
| 99 | Svezia (bandiera)         | P     | Pontus Dahlberg   |

## Risultati

### Allsvenskan

#### Girone di andata
| Arbitro: | Kristoffer Karlsson |

|                    |           |             |
| Thern 22’ Berg 66’ | Marcatori | 62’ Magashy |

| Arbitro: | Victor Wolf |

|  |           |          |
|  | Marcatori | 28’ Berg |

| Arbitro: | Glenn Nyberg |

|  |           |                          |
|  | Marcatori | 3’ Vilhelmsson 78’ Aiesh |

| Arbitro: | Fredrik Klitte |

|            |           |           |
| Norlin 24’ | Marcatori | 57’ Asoro |

| Arbitro: | Andreas Ekberg |

|                         |           |  |
| Christiansen 48’ (rig.) | Marcatori |  |

| Arbitro: | Mohammed Al-Hakim |

|                 |           |                            |
| Vilhelmsson 34’ | Marcatori | 49’ Gustafsson 87’ Romário |

| Arbitro: | Victor Wolf |

|               |           |  |
| Milošević 70’ | Marcatori |  |

| Arbitro: | Bojan Pandžić |

|           |           |               |
| Aiesh 31’ | Marcatori | 70’ Johansson |

| Arbitro: | Glenn Nyberg |

|                                          |           |          |
| Frick 9’ Johansson 45’ (aut.) Zandén 55’ | Marcatori | 35’ Berg |

| Arbitro: | Mohammed Al-Hakim |

|                   |           |  |
| Berg 87’ Berg 90’ | Marcatori |  |

| Arbitro: | Andreas Ekberg |

|             |           |                      |
| Kouakou 36’ | Marcatori | 41’ Norlin 61’ Yakob |

| Arbitro: | Kaspar Sjöberg |

|                   |           |  |
| Berg 38’ Berg 41’ | Marcatori |  |

| Arbitro: | Andreas Ekberg |

|                                             |           |  |
| Besara 43’ Ludwigson 49’ Selmani 72’ (rig.) | Marcatori |  |

| Arbitro: | Joakim Östling |

|            |           |            |
| Jallow 41’ | Marcatori | 73’ Kričak |

| Arbitro: | Kaspar Sjöberg |

|  |           |                       |
|  | Marcatori | 40’ Thern 90+3’ Yakob |

#### Girone di ritorno
| Arbitro: | Victor Wolf |

|                       |           |  |
| Yakob 30’ Carneil 52’ | Marcatori |  |

| Arbitro: | Adam Ladebäck |

|  |           |                                        |
|  | Marcatori | 44’ Berg 59’ Berg 82’ Norlin 86’ Yakob |

| Arbitro: | Mohammed Al-Hakim |

|  |           |              |
|  | Marcatori | 77’ Trawally |

| Arbitro: | Glenn Nyberg |

|                      |           |  |
| Johansson 59’ (aut.) | Marcatori |  |

| Arbitro: | Joakim Östling |

|                   |           |  |
| Berg 45’ Berg 55’ | Marcatori |  |

| Arbitro: | Mohammed Al-Hakim |

|                 |           |                                                   |
| Hahn 85’ (aut.) | Marcatori | 12’ Norlin 33’ Bångsbo 35’ Salomonsson 73’ Norlin |

| Arbitro: | Andreas Ekberg |

|            |           |                                               |
| Norlin 39’ | Marcatori | 37’ Muhsin 45+1’ Wiedesheim-Paul 90+6’ Loeper |

| Arbitro: | Joakim Östling |

|                                                         |           |  |
| Edvardsen 30’ Edvardsen 37’ (rig.) Edvardsen 69’ (rig.) | Marcatori |  |

| Arbitro: | Kristoffer Karlsson |

|             |           |                                             |
| Svensson 9’ | Marcatori | 22’ Baidoo 35’ Bernhardsson 90+8’ Söderberg |

| Arbitro: | Victor Wolf |

|                                                |           |                        |
| Engblom 10’ Engblom 32’ (rig.) Blomqvist 45+2’ | Marcatori | 64’ Sorga 90+4’ Norlin |

| Arbitro: | Adam Ladebäck |

|                                           |           |         |
| Ohlsson 49’ Lagerbielke 66’ Bouzaiene 84’ | Marcatori | 8’ Berg |

| Arbitro: | Victor Wolf |

|              |           |  |
| Markovic 81’ | Marcatori |  |

| Arbitro: | Mohammed Al-Hakim |

|  |           |                                               |
|  | Marcatori | 6’ Turgott 16’ Hammar 31’ Rygaard 82’ Rygaard |

| Arbitro: | Kristoffer Karlsson |

|               |           |                                                      |
| Zeljkovic 53’ | Marcatori | 30’ Eriksson 47’ Berg 62’ Norlin 90+2’ (rig.) Norlin |

### Svenska Cupen 2021-2022

#### Gruppo 8
| Arbitro: | Granit Maqedonci |

|                           |           |  |
| Wendt 43’ Vilhelmsson 48’ | Marcatori |  |

| Arbitro: | Victor Wolf |

|                 |           |                 |
| Osmanagic 90+1’ | Marcatori | 49’ Salomonsson |

| Arbitro: | Joakim Östling |

|                    |           |                             |
| Berg 16’ Wendt 85’ | Marcatori | 20’ Moro 45+1’ Moros Gracia |

#### Fase finale
| Arbitro: | Glenn Nyberg |

|              |           |  |
| Ondrejka 65’ | Marcatori |  |

### Svenska Cupen 2022-2023
| Arbitro: | Per Melin |

|  |           |                                                  |
|  | Marcatori | 24’ Markovic 47’ (rig.) Salomonsson 77’ Markovic |